# Andrée Philippot-Mathieu
Pour les articles homonymes, voir Philippot et Mathieu (patronyme).
Andrée Philippot-Mathieu est une artiste plasticienne française en art contemporain, née à Vienne le 21 décembre 1946. 
Après avoir vécu à Lyon, Barcelone et Ivry-sur-Seine, elle vit maintenant à Paris[réf. nécessaire].

## Biographie
De 1974 à 1989, elle se consacre à la peinture. « Son parcours évolue parallèlement à la figuration libre ». À partir de 1990 elle intègre la notion du voyage dans sa démarche artistique qu’elle élargit par les installations publiques ou privées, puis à partir de 2007 elle s’oriente vers la photographie et la vidéo pour développer un langage qui lui est propre par des « procédés numériques qui donnent une nouvelle valeur au geste pictural ».
Elle se nourrit de ses voyages pour s’interroger sur l’homme et son environnement, la transversalité des cultures et les signaux identitaires, leur perception et leur représentation. Elle aime tracer des ponts entre les différentes techniques qu’elle utilise et entre les sujets montrés pour mettre en perspective des liens virtuels et établir des dialogues.
Par l’utilisation de médias variés, installations, peinture, photographie, vidéo, et de leur interaction, ses œuvres se situent aux points de rencontre entre différents champs d’investigation. Dans sa recherche photographique tout comme dans celle de ses vidéos, il ne s’agit pas de faire acte d’une représentation réaliste, mais de faire appel à des modalités plastiques qui partent de stratégies documentaires pour arriver à des formes plus artistiques grâce à des manipulations numériques.
Elle poursuit parallèlement un travail d’écriture qui a donné lieu à des éditions.

## Expositions personnelles (sélection depuis 1986)
- 2014 : Traverses, Galerie Lillebonne, Nancy
- 2014 : Traverses, Centre Culturel Max Juclier, Villeneuve-La Garenne
- 2013 : Cityscapes, Nuit Blanche 2013, Paris
- 2011 : Ici comme ailleurs, Galerie municipale Jean-Collet, Vitry-sur Seine
- 2011 : Mutations, Maison des projets, Vitry-sur Seine.
- 2011 : Nomadic Portraits, Nuit Blanche, Théâtre Jean Villar, Vitry-sur Seine
- 2009 : Identity’s Portraits, Galerie Verney-Carron, Lyon
- 2009 : L’identité de l’intime au Collectif, Centre d’Art Villa Tamaris, La Seyne-sur-Mer
- 1995 : Roumania, Institut culturel Français de Barcelone, Espagne
- 1993 : Galerie Nota Bene – C. Skira, Cadaquès, Espagne
- 1992 : Galerie Sérédiac, Lyon
- 1990 : Galerie Sérédiac, Lyon
- 1989 : Works on wood, Galerie Sérédiac, Lyon
- 1989 : Les silencieuses, Villa Arson, Galerie de l’École, Nice
- 1988 : The crosses, Galerie Nota Bene – C.Skira, Cadaquès, Espagne
- 1989 : Galerie 87, Milan, Italie
- 1987 : Galerie Arto, Vienne
- 1987 : Galerie Bernard Fradel, Saint-Étienne
- 1987 : Gestes et attitudes, Galerie Verrière , Lyon
- 1986 : Inferno, Centre d’art La Halle Sud, Genève, Suisse.

## Expositions collectives (sélection)
- 2018 : 126 feuilles, Ville de Vitry-sur-Seine
- 2015 : Dessaisissement, Espace d’Arts plastiques Madeleine Lambert, Vénissieux
- 2015 : Doubles, Musée Paul Dini, Villefranche-sur-Saône
- 2014 : Le Musée passager, Région Ile-de-France
- 2014 : Une relecture, Villa Tamaris Centre d’art, La Seyne-sur-Mer
- 2014 : 15 artistes pour la Renaissance, Galerie Lillebonne, Nancy
- 2012 : Photo Révélation, Galerie 208 à Paris
- 2012 : Art Vidéo, Chapelle Sainte Anne et Chapelle des Capucins, Tours
- 2011 : Loopingstar, Festival d’Art vidéo, Sarrebruck (Allemagne) et Forbach
- 2010 : En mai, fais ce qu’il te plaît, Espace Synesthésie, Saint-Denis
- 2010 : French vidéo collection, Red Brick Warehouse, Yokohama, Japon
- 2005 : Un peu d’histoire et de peinture, Institut d’art contemporain, Villeurbanne
- 2001 : Musée Paul-Dini, Villefranche-sur-Saône
- 1994 : Galerie Nota Bene-C.Skira, Cadaquès, Espagne
- 1992 : Galerie Nota Bene-C.Skira, Cadaquès, Espagne
- 1992 : Repères 2, Galerie Art Sérédiac, Lyon
- 1991 : L’intégration de Rhône-Alpes dans l’espace européen du XXIe siècle, Assemblées Régionales, Charbonnières-les-Bains
- 1988 : Repères 1, Galerie Art Serediac, Lyon
- 1986 : Andrée Philippot-Mathieu et Catherine Viollet, MAPRA, Lyon
- 1986 : Energies 80, Musée Château d’Annecy(Figuration Libre)
- 1981 : Institut Audio-visuel, Paris
- 1981 : Palais des Congrès, Quebec, Canada
- 1981 : Jeunes artistes d’Europe, Dallas, États-Unis
- 1980 : European Art, New York, États-Unis
- 1979 : Musée d’art et d’histoire, Genève, Suisse
- 1979 : Quelle réalité ?, Centre d’art contemporain, Lacoux
- 1979 : L’art et le sport, Hôtel de Ville, Lyon
- 1977 : Musique et peinture au féminin, Théâtre Charles Dullin, Chambéry
- 1977 : Langage au féminin, ELAC, Lyon
- 1976 : La réalité en question, ELAC, Lyon
- 1976 : Musée de la Monnaie, Paris

## Réalisations monumentales publiques et privées
- 2014 : Horizons en variations, Hôpital Louis Mourier de Colombes
- 2000 : Le Chemin du Rosaire, Jardins de la Basilique de Fourvière à Lyon
- 1997 : Les Mystères, Jardins de la Basilique de Fourvière à Lyon
- 1995 : Lo que viene, collection privée, Barcelone, Espagne
- 1991 : Parcours, Mulhouse
- 1990 : Le corps et l’esprit, lycée Charles Baudelaire de Cran-Gevrier (Haute Savoie) dans le cadre du 1% artistique

## Installations
- 1998 : Lieux de passage, installation à Genève, Hôtel des Bergues
- Depuis 1999 : Lieux de passage, installation visuelle et sonore à Nice, Hôtel Windsor.
- Depuis 1999 : Lieux de passage, installation visuelle et sonore à Barcelone, Hôtel Majestic.

## Collections publiques
- FRAC Rhône- Alpes
- Institut d'art contemporain de Villeurbanne
- Région Provence-Alpes-Côte d'Azur
- Artothèques de Lyon, Valence et Annecy
- Musée Paul-Dini, Villefranche-sur-Saône
- Ville de Vénissieux
- Ville de Villeneuve-la-Garenne
- Ville de Vitry-sur-Seine
- Ville de Lyon

## Catalogues (sélection)
- 2018 : 186 feuilles, édité par la ville de Vitry-sur-Seine.
- 2015 : Le Musée passager (L’horizon nécessaire), édité par la région Ile-de- France.
- 2014 : 5 artistes pour une Renaissance, édité par la Galerie Lillebonne, Nancy.
- 2014 : Une relecture, édité par la région PACA.
- 2013 : Traverses, édité par le Centre Max Juclier, Villeneuve-la-Garenne, texte de Bernard Point.
- 2011 : Ici comme ailleurs, édité par la Galerie municipale Jean Collet, Vitry-sur-Seine, textes de Christian Noobergeen et Andrée Philippot-Mathieu.
- 2009 : De l’intime au collectif, édité par le Centre d’art Villa Tamaris et la Région PACA, textes d’Anne Marie Morice, d'Andrée Philippot-Mathieu et de Robert Bonnacorsi [3]
- 1995 : Roumania, édité par l’Institut français à Barcelone.
- 1990 : Le corps et l’esprit, édité par la Région Rhône-Alpes, texte de Guy Argence
- 1987 : Inferno, édité par la Halle Sud à Genève, textes de Dolène Ainardi, Guy Argence et Patrick Beurard-Valdoye

## Publications
- Réflexions sans conséquence (essai), Paris, éditions L’Harmattan, 2018[4].
- Mes bien chers tous (roman), Paris, éditions L’Harmattan, 2017.
- Sans fard ni honte (récit), Paris, édition Edite, 2004.
- Paseos (photographies et textes), Paris, édition Edite, 2003.

### Vidéos sur le travail de l'artiste
- 2014 : « Dossier Andrée Philippot-Mathieu », sur horizonenvariations.blogspot.com, 2014
- 2013 : « Dossier Andrée Philippot-Mathieu », sur andree-philippot-mathieu.com, 2013
- 2007 : Un premier choix, vidéo par Jean-François Robin- Paris
- 1990 : Le corps et l’esprit, reportage par Jean Michel Pélerin pour TLM. Œuvre monumentale installée au Lycée Charles Baudelaire à Annecy dans le cadre du 1 %).
- 1989 : Works on Wood, vidéo par Jean-Michel Pelerin- Lyon